# L'Unique Moyen
Pour les articles homonymes, voir Unique.
L'Unique Moyen (en russe :  Edinstvennoe sredstvo) est une nouvelle d’Anton Tchekhov parue en 1883.

## Historique
L’Unique Moyen, sous-titré À propos du procès de la Société de Crédit mutuel de Saint-Pétersbourg, est initialement publié dans la revue russe Les Éclats, no 4, du 22 janvier 1883, sous le pseudonyme A. Tchékhonté.  
Comme la nouvelle Confession, L’Unique Moyen raconte l’histoire d’un caissier malhonnête. 

## Résumé
C’est le neuvième caissier de la banque arrêté pour détournement. Il avait volé jusqu’à la serrure de la caisse et, maintenant, il a rejoint les huit autres au bagne, en Sibérie. 
Les dirigeants choisissent pour le remplacer, Ivan Pétrovitch. Il est pieux et misérable. Hélas ! au bout d’une semaine, il a déjà volé quatre cents rouble, car « il en avait besoin ». 
Le directeur propose alors à Ivan Pétrovitch un marché : la banque prendra en charge ses visites aux filles, lui fournira une caisse de Champagne par semaine, un abonnement au théâtre, un cheval de course, son tailleur, ses cigares, à la condition qu’il ne vole pas.
Une année plus tard, les dirigeants font leurs comptes : Ivan Pétrovitch n’a volé que dix mille roubles, une peccadille, c’est une bonne opération pour la banque.

## Édition française
- L’Unique Moyen, dans Œuvres de A. Tchekhov 1883, traduit par Madeleine Durand et Édouard Parayre, Les Éditeurs Français Réunis, 1952, numéro d’éditeur 431.